# 8368 Lamont
8368 Lamont è un asteroide della fascia principale. Scoperto nel 1991, presenta un'orbita caratterizzata da un semiasse maggiore pari a 2,3701507 UA e da un'eccentricità di 0,1468048, inclinata di 1,34313° rispetto all'eclittica.